# Parvat
Parvat is een census town in het district Surat van de Indiase staat Gujarat. 

## Demografie
Volgens de Indiase volkstelling van 2001 wonen er 20694 mensen in Parvat, waarvan 59% mannelijk en 41% vrouwelijk is. De plaats heeft een alfabetiseringsgraad van 64%. 